# Kojonup Shire
Kojonup Shire är en kommun i Western Australia, Australien. Kommunen, som är belägen 250 kilometer sydsydost om Perth, i regionen Great Southern, har en yta på 2 932 kvadratkilometer, och en folkmängd på 1 982 enligt 2011 års folkräkning. Huvudort är Kojonup.